# Giulia Crisantino
Giulia Crisantino (Chivasso, 29 ottobre 1997) è una calciatrice italiana, attaccante del Torino.

## Ruolo
Attaccante laterale in uno schieramento a tre punte o centrocampista esterna, gioca indifferentemente sia a destra che a sinistra.

## Carriera
Cresciuta nelle giovanili del Torino, ha vinto un campionato Primavera, nella stagione 2011-2012 risultando decisiva sia nella semifinale contro il Como 2000 che nella finale contro il Firenze.
Dalla stagione 2012-2013, all'età di 14 anni, viene inserita in rosa con la prima squadra granata facendo il suo esordio in Serie A alla 1ª giornata di campionato, il 22 settembre 2012, nell'incontro casalingo perso 5-2 con le avversarie della Riviera di Romagna. Rimane legata alla società fino al termine della stagione 2016-2017, tornando al Torino dall'inizio della stagione 2018.

## Palmarès

### Giovanili
- Campionato Primavera (calcio femminile): 1

Torino: 2011-2012